# Abflusshindernis
Zum Abflusshindernis werden alle Gegenstände, Materialien oder Vegetationsprodukte, die in einem Abflussquerschnitt liegen, in diesen hineinragen oder ihn kreuzen, so dass die für einen ordnungsgemäßen Abfluss des Wassers erforderliche freie Querschnittsfläche nicht mehr vollständig zur Verfügung steht. Dies gilt gleichermaßen für natürliche und offene Gewässer wie auch für geschlossene Leitungsprofile, in denen Wasser oder Abwasser fließt. Abflusshindernisse führen immer zu einem mehr oder weniger großen Aufstau und können bisweilen auch den gesamten Abflussquerschnitt verlegen und Überschwemmungen auslösen.

## Ursachen
Abflusshindernisse können künstlich oder natürlichen Ursprung sein. Die künstlichen sind alle Stauanlagen, Wehre, Buhnen, Brückenpfeiler oder Kaianlagen. Natürliche Hindernisse sind Felsdurchbrüche, felsige Flachstellen, Katarakte und sämtliche Ablagerungen von Kies, Sand und Schlamm. Durch Hochwässer werden häufig Geschwemmselnester, Totholzansammlungen und Reste der abgerissenen Vegetation zu Hindernissen, die zusätzlich von Müll und Unrat durchsetzt sind. In den Nebenläufen kommen evtl. auch Biberdämme hinzu, die durchaus hohe Wasserstände und neue Teiche erzeugen können.
Um einen schadlosen Wasserabfluss zu gewährleisten und Schäden an Ufern, der Ufervegetation und den angrenzenden Flächen zu vermeiden, müssen die Abflusshindernisse beseitigt werden. Besonders nach Hochwässern und im Frühjahr ist dies die Hauptaufgabe der Gewässerunterhaltung. Natürliche Abflusshindernisse stellen aber auch eine Bereicherung für die Gewässerstruktur und Strömungsvielfalt dar und sollten nur dann beseitigt werden, wenn davon eine Gefährdung ausgeht, der anderweitig nicht begegnet werden kann.

## Bildergalerie

künstliche Hindernisse
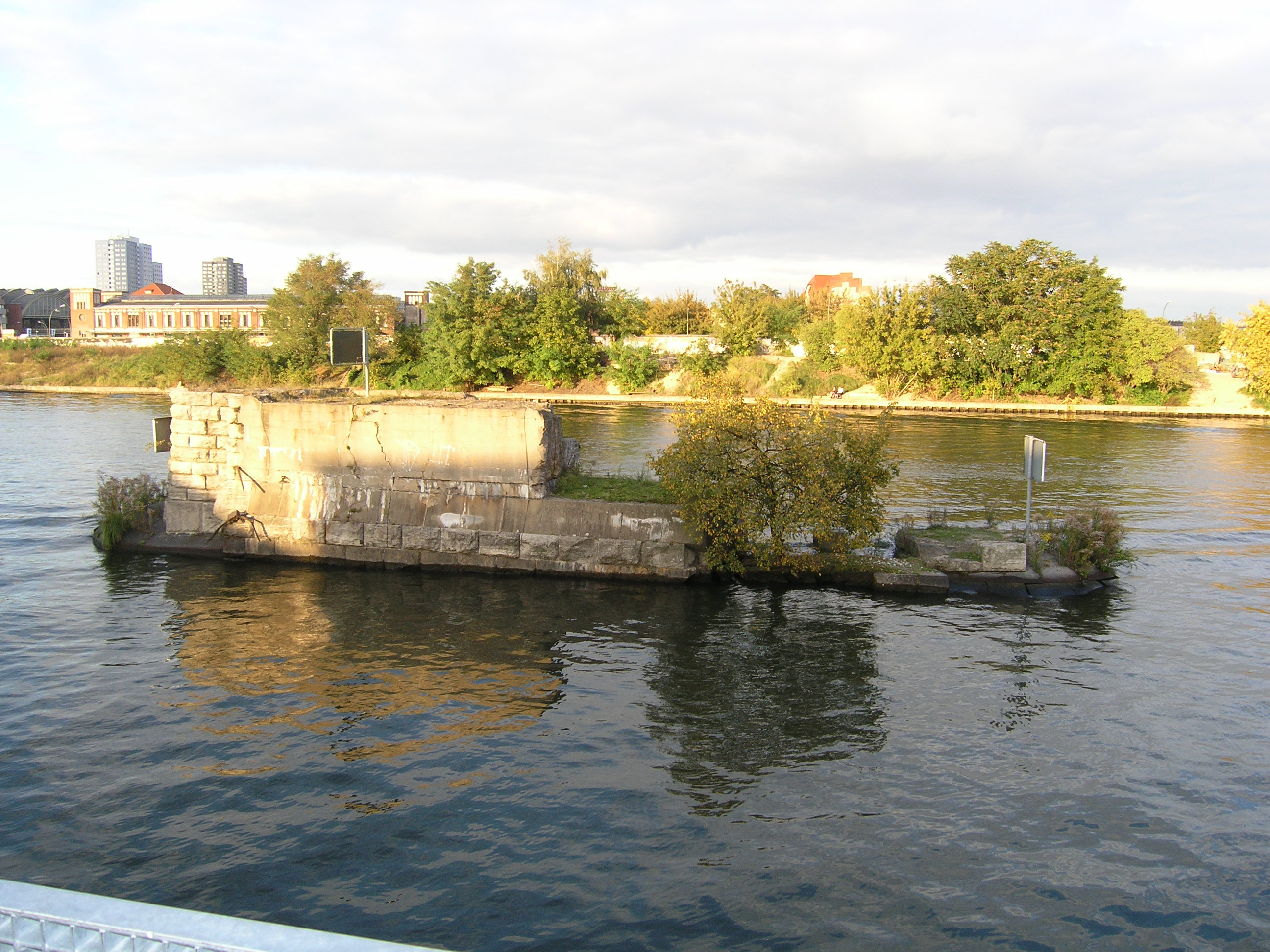
Alter Brückenpfeiler
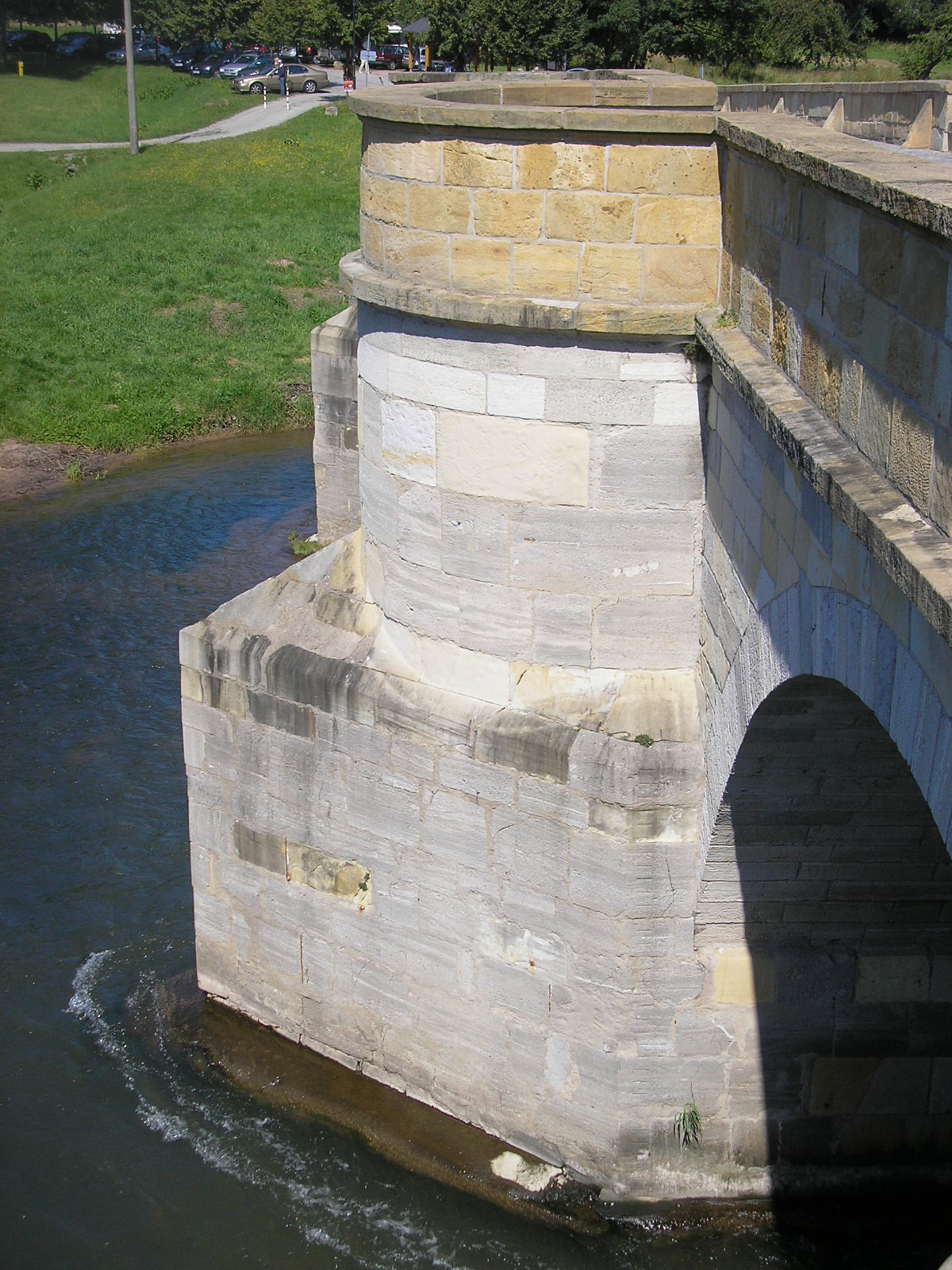
Pfeilerstau
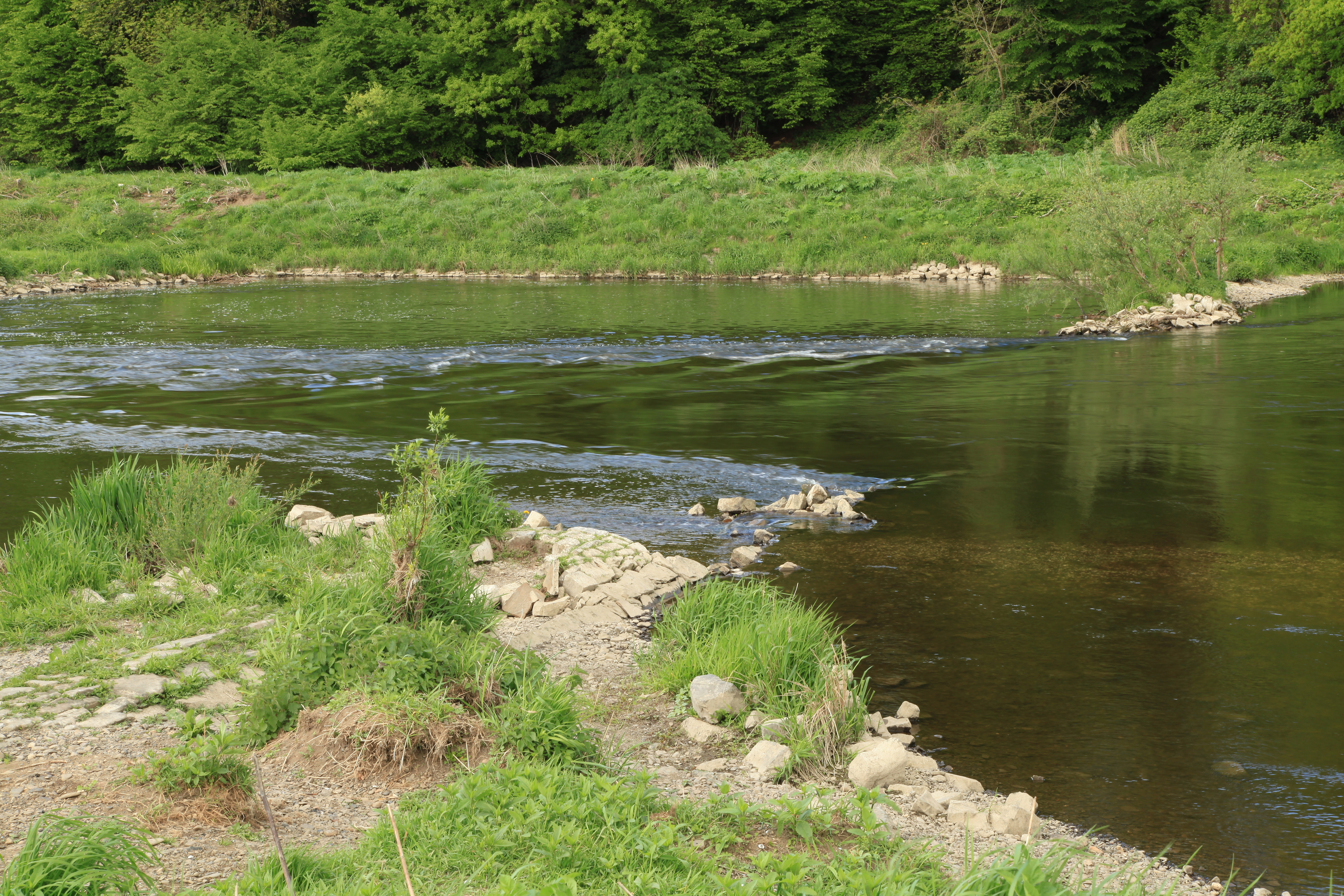
Buhnen
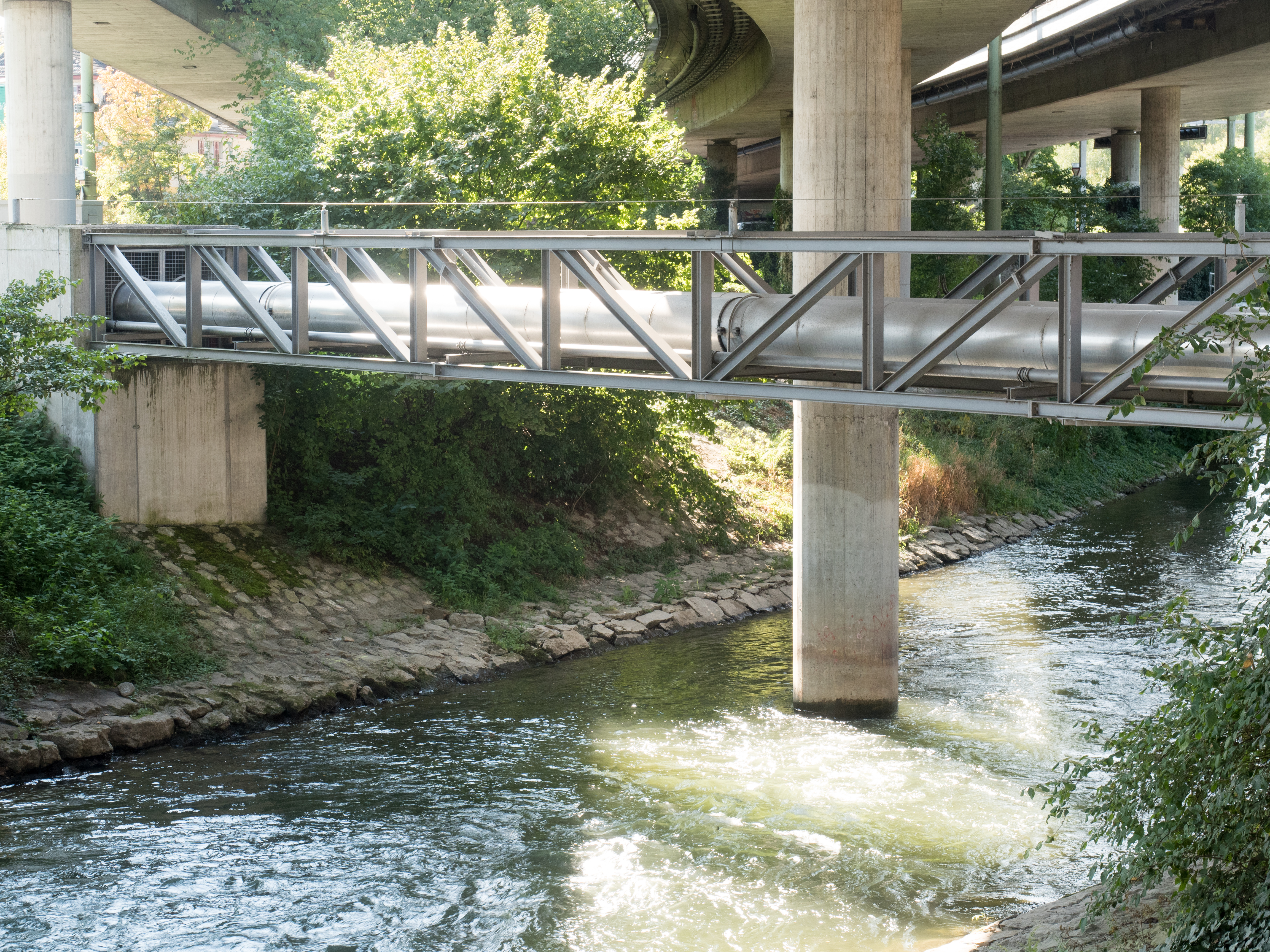
Neuer Brückenpfeiler
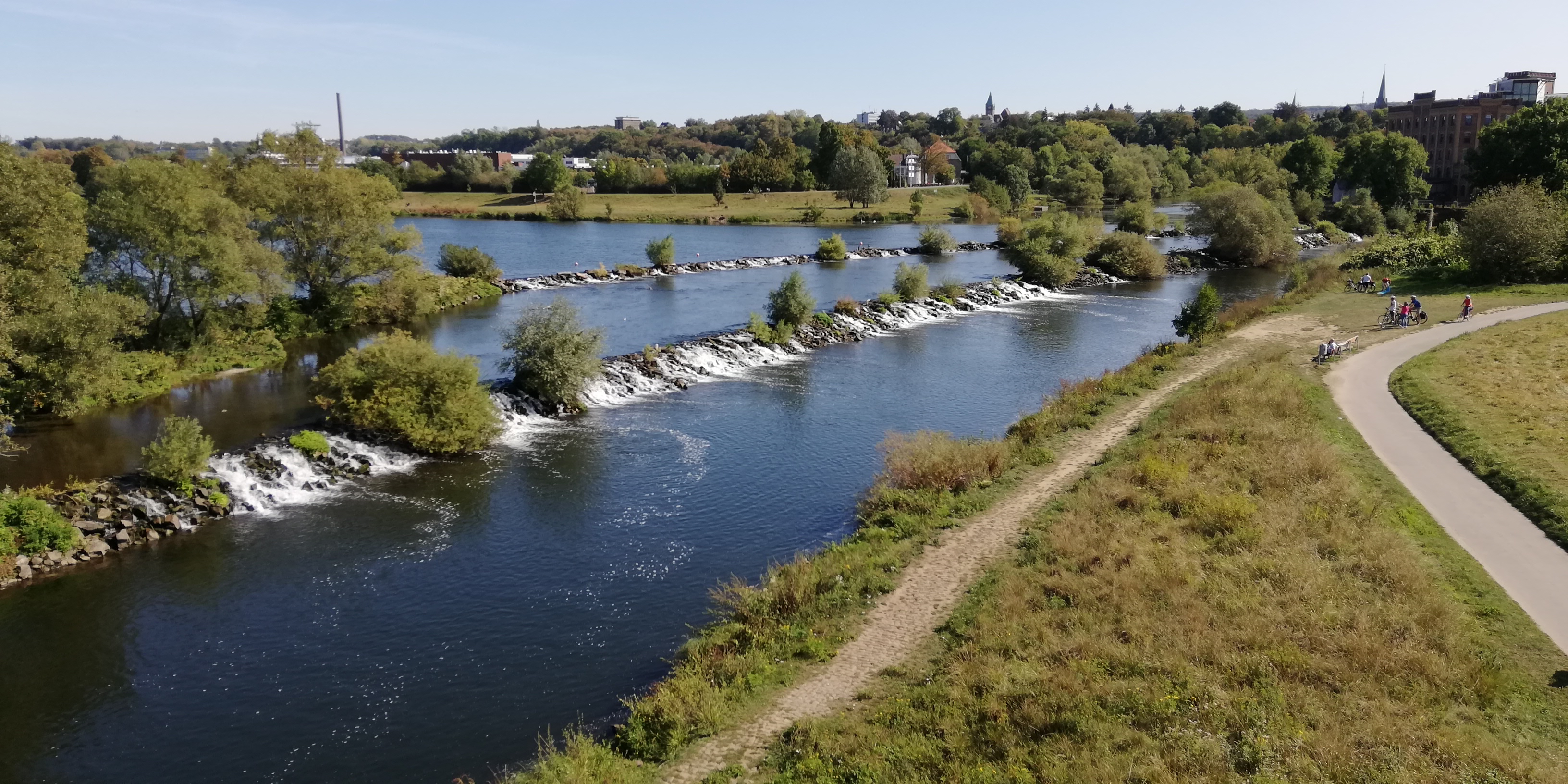
Streichwehr-Stauanlage

natürliche Hindernisse
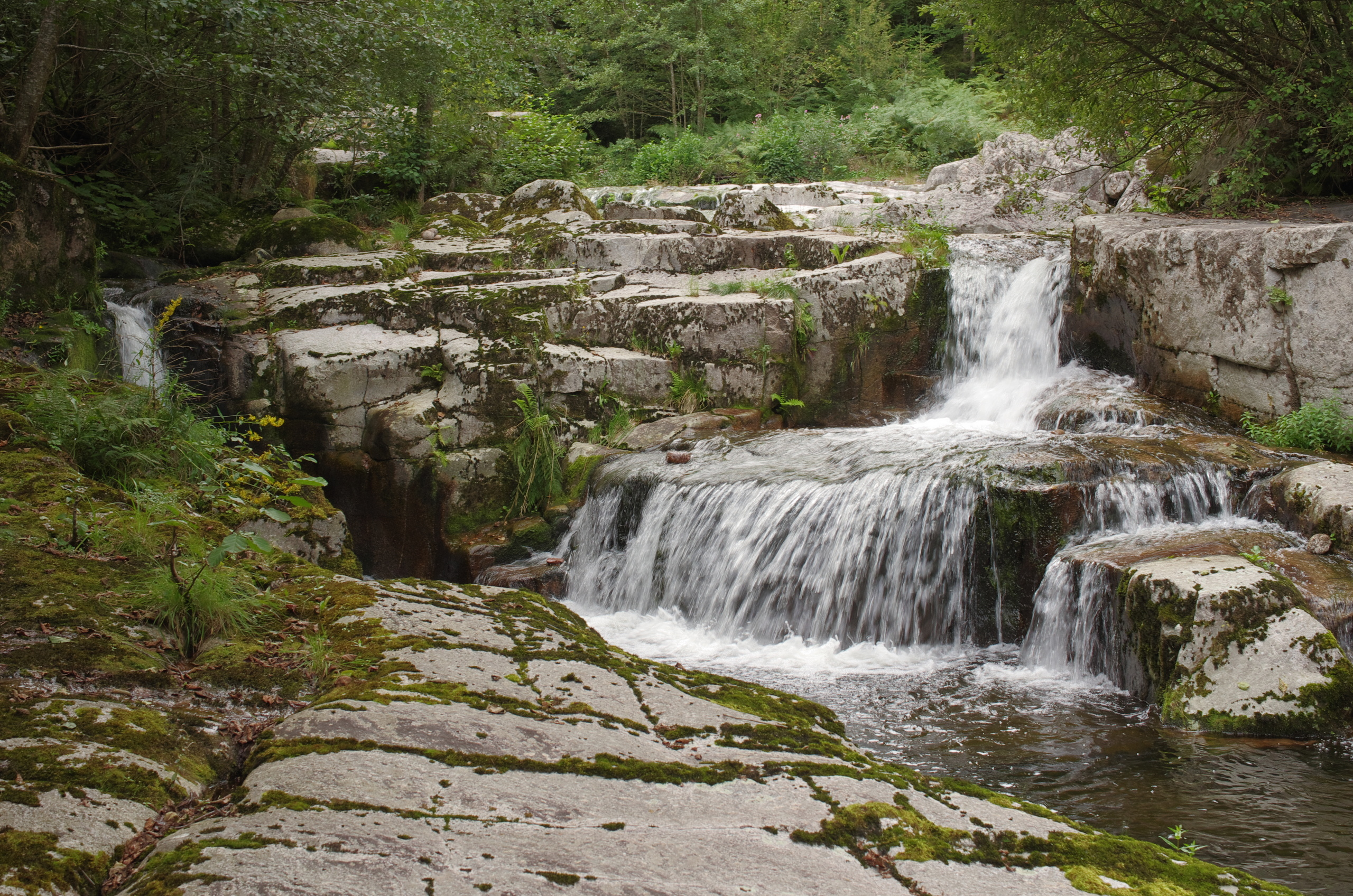
Felsdurchbruch
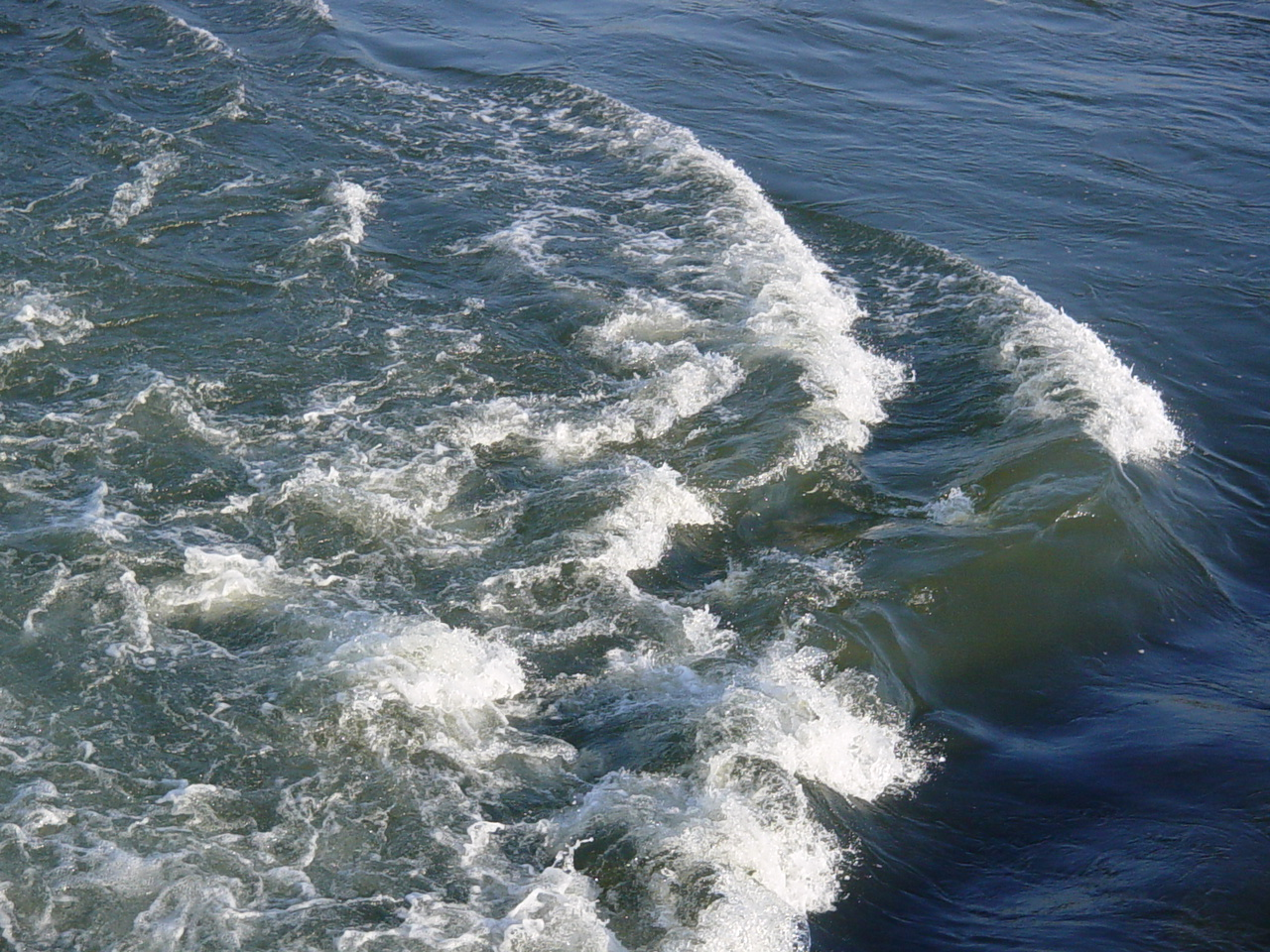
Unterwasserhindernis
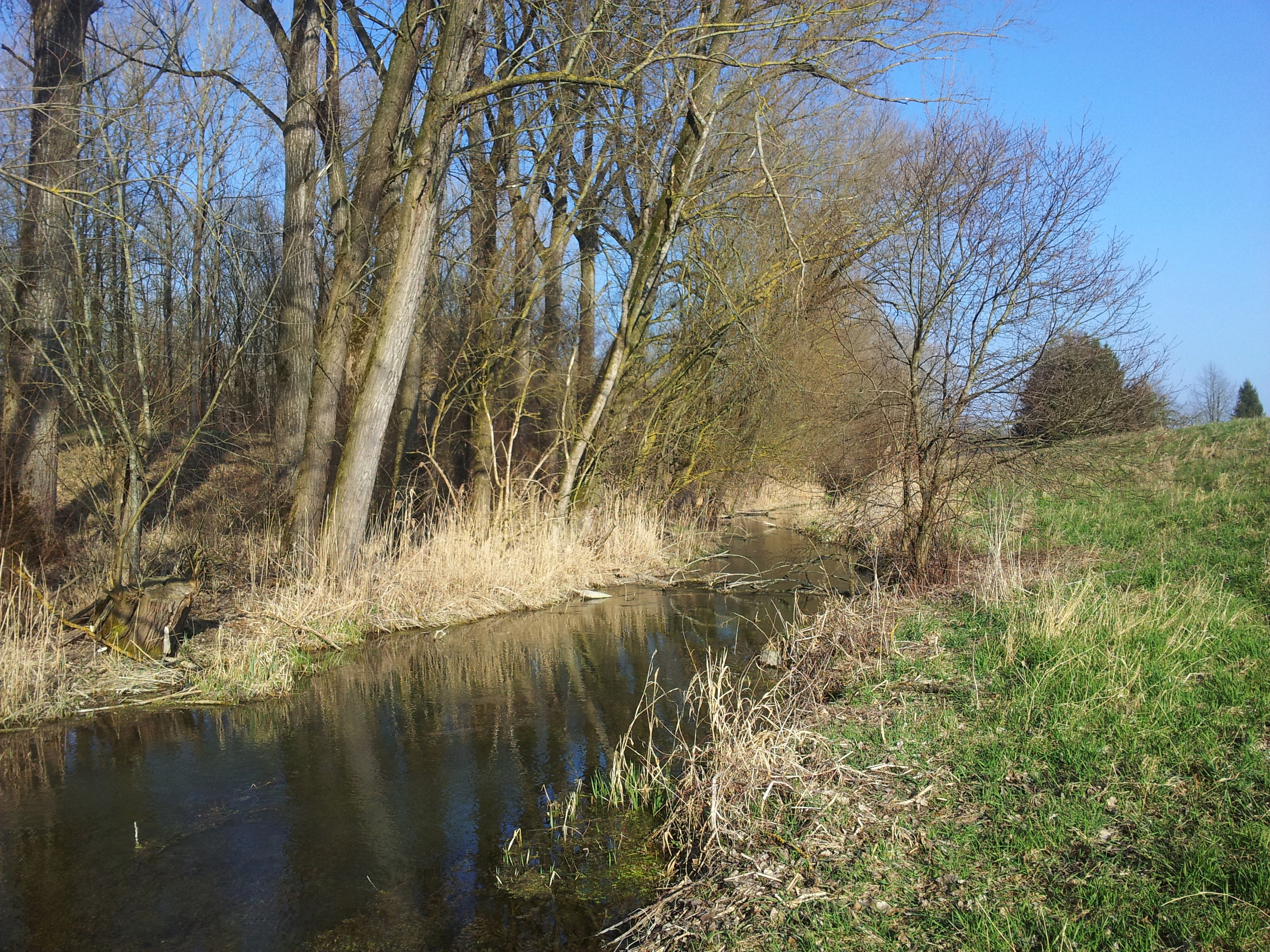
Vegetationshindernis
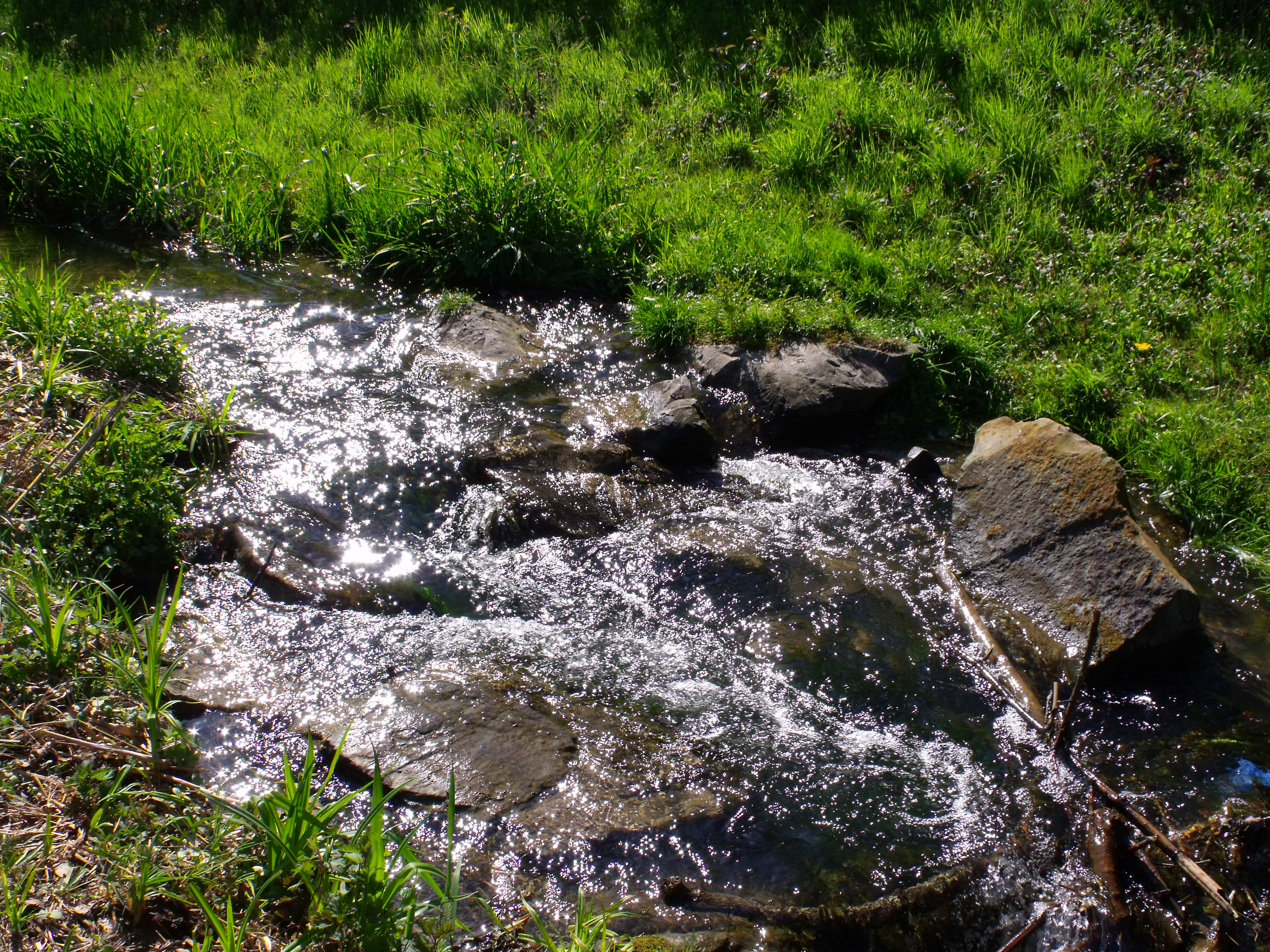
Felsige Flachstelle
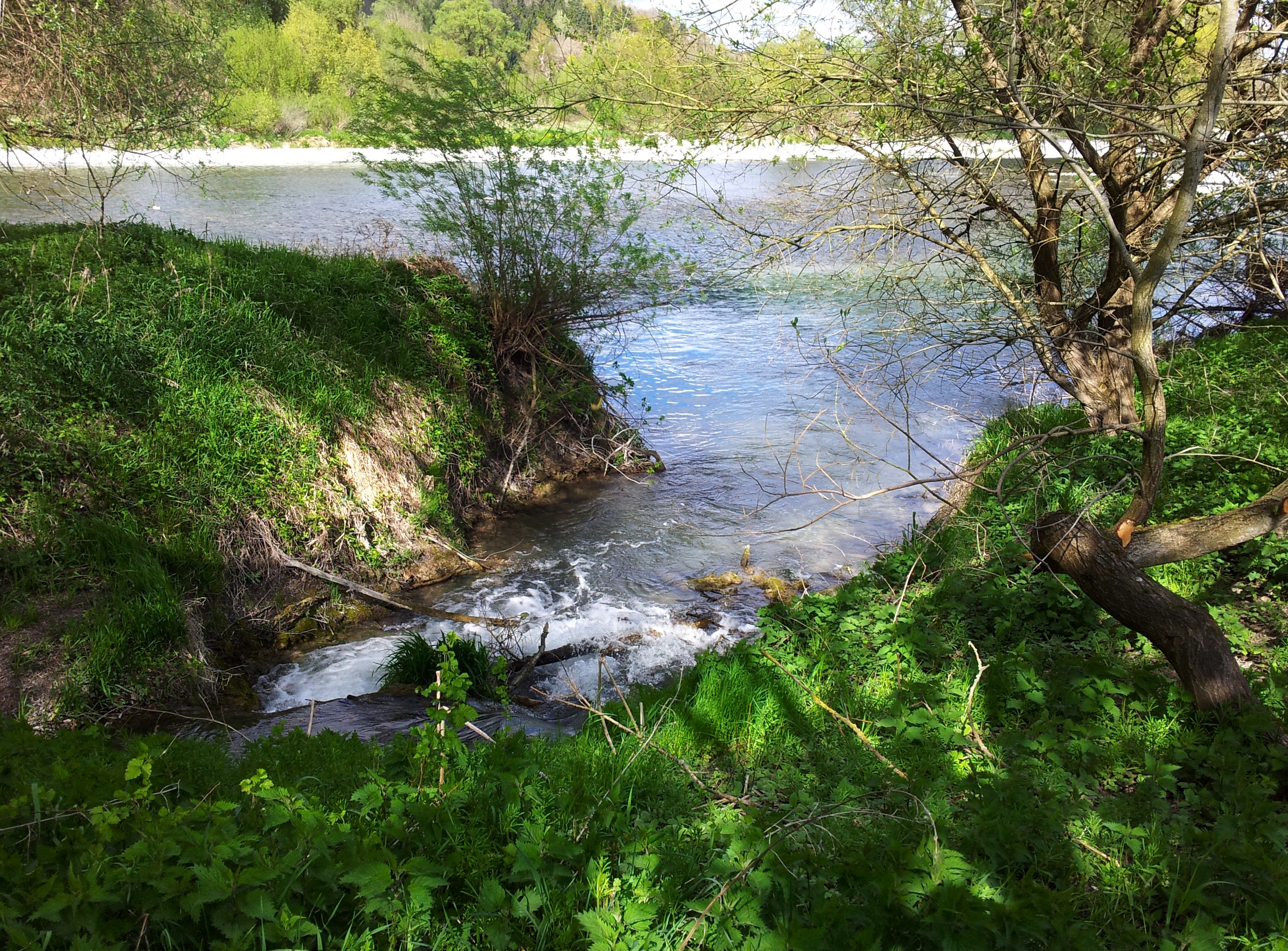
Totholz und Geschwemmsel
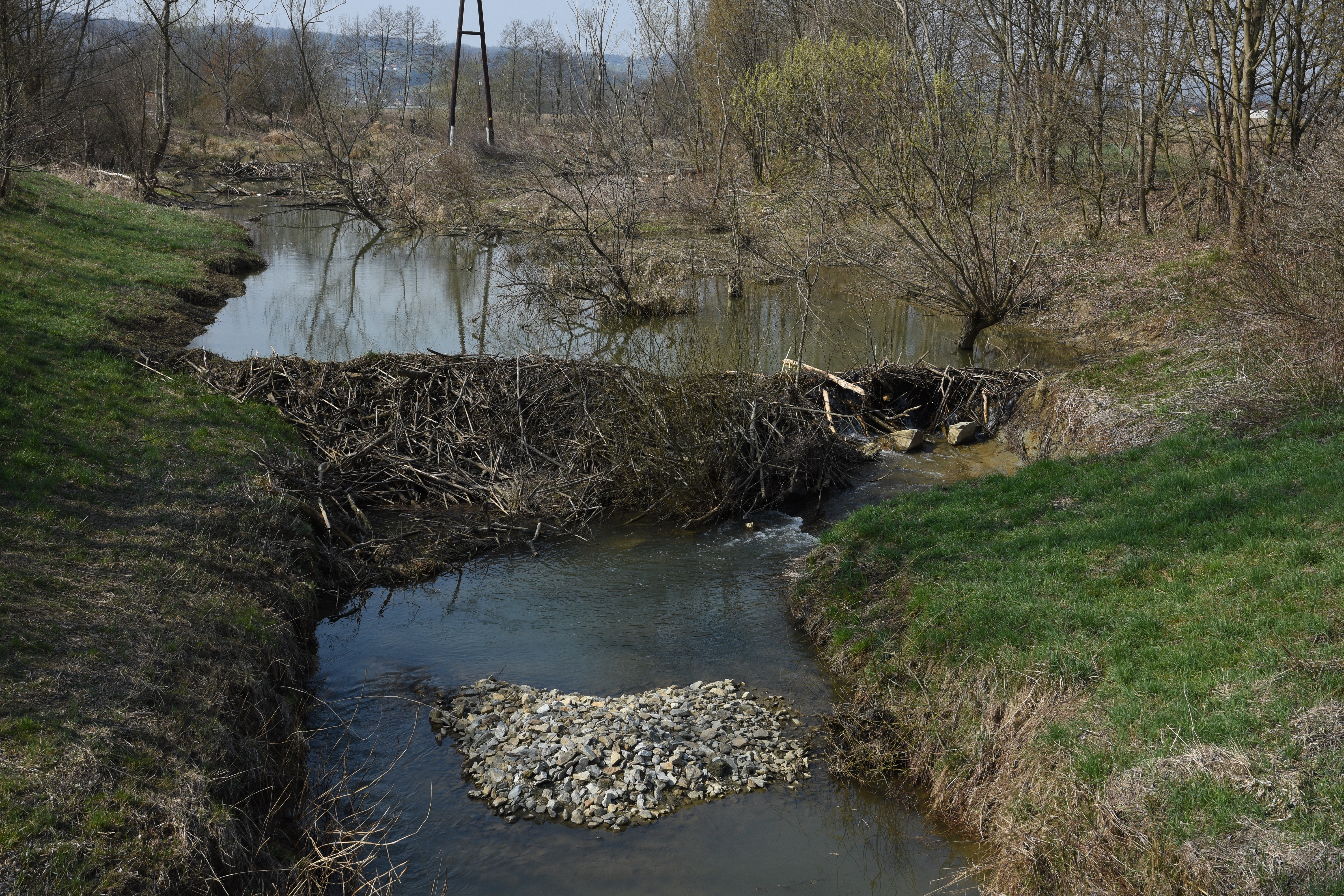
Biberdamm